# David Bowie
David Bowie (IPA: ['bəʊiː], rojen kot David Robert Jones), angleški pevec, tekstopisec, igralec, multiinštrumentalist, glasbeni založnik, producent in zvočni tehnik, * 8. januar 1947, Brixton, Združeno kraljestvo, † 10. januar 2016.
Bil je pomembna ikona v popularni glasbi več kot pet desetletij, sicer pa je veljal za inovatorja in enega najvplivnejših umetnikov sodobnega časa. Njegov glasbeni, filmski in vizualni razvoj je izrazito zaznamoval njegovo okolico. Veljal je za pionirja glam rocka, navdih za punk rock gibanje, new wave in mnoge druge glasbene smeri. Bil je tudi prvi, ki je v glasbi izumljal različne karakterje, ki so se pojavljali v besedilih, imeli svojo vizualno podobo in skozi katere je nastopal v javnosti ter (Major Tom, Ziggy Stardust, Thin White Duke, ...) Pogosto je na novo odkrival in spreminjal svojo glasbo, kot tudi svojo vizualno podobo. Zaradi svojega eklektičnega in spreminjajočega stila so ga imenovali tudi kameleon.. Njegova edinstvena podoba in preigravanje različnih glasbenih slogov sta postala kulturna referenca za vrsto umetnosti. Bil je tudi filmski in gledališki igralec, režiser videospotov in vizualni umetnik.
V svoji karieri je prodal več kot 140 milijonov izvodov albumov, izdal 27 studijskih albumov, revija Rolling Stone ga je uvrstila med sto največjih umetnikov vseh časov. 
Zadnji album Blackstar je izdal na svoj 69. rojstni dan in dva dni pred svojo smrtjo.

## Življenjepis

### Zgodnja leta: od 1947 do 1967
David Bowie je bil rojen kot nezakonski sin David Robert Jones v Brixtonu, London, očetu, ki je prihajal iz kraja Tadcaster v pokrajini Yorkshire in materi iz irske družine. Do svojega šestega leta je stanoval na 40 Stansfield Road v Brixtonu, potem pa se je njegova družina preselila v naselje Bromley v Kentu (danes del t. i. Greater Londona). Izobraževal se je na Bromleyski srednji tehniški šoli (Bromley Technical High School), kasneje preimenovani v Ravensbourne College v Kestonu, Bromley (kot tudi Peter Frampton, katerega oče Owen je bil predstojnik oddelka za umetnost) in živel s svojimi starši do svojega osemnajstega leta.
Ko je bilo Bowieju petnajst let, ga je njegov prijatelj George Underwood v pretepu za dekle s prstanom, ki ga je nosil na roki, zadel v oko. Zaradi tega je bil Bowie odsoten iz šole za celih osem mesecev, v katerih so zdravniki poskušali z operacijami ohraniti in pozdraviti njegovo potencialno slepo oko. Underwood in Bowie sta vseeno ostalo dobra prijatelja; Underwood je poskrbel za celostno grafično podobo prvih Bowiejevih albumov. Zdravniki žal niso v celoti uspeli popraviti nastalo škodo in so njegovo zenico pustili za stalno razširjeno. Kot rezultat poškodbe ima Bowie deformirano vidno percepcijo. Bowie je izjavil, da kljub temu, da sicer lahko gleda s poškodovanim očesom, je bilo njegovo dojemanje barv v glavnem izgubljeno, rjavkast ton v dojemanju slike pa je še venomer prisoten. Barva njegove šarenice je še vedno modra, ker pa je njegova zenica stalno široko odprta, je videti, kot da je njegovo oko drugačne barve.
Bowiejevo zanimanje za glasbo se je prebudilo pri njegovih devetih letih, ko je njegov oče domov prinesel zbirko Ameriških 45rpm skladb, ki so vključevale tudi izvajalce, kot so Fats Domino, Chuck Berry in še posebno Little Richard. Ko je poslušal »Tutti Frutti«, kot je Bowie izjavil kasneje: »... sem poslušal boga«. Njegov polbrat Terry ga je seznanil s takratno moderno jazz glasbo in navdušenje mladega Davida nad izvajalci, kot sta Charlie Mingus in John Coltrane, je pripravilo njegovo mater, da mu je za božič 1959 podarila plastični saksofon. Ko je diplomiral iz pravega inštrumenta, je osnoval svojo prvo skupino z imenom Konrads leta 1962. Potem je igral s številnimi blues/beat skupinami, kot so bile The King Bees, The Manish Boys, The Lower Third in The Riot Squad v sredi 60. let, in posnel svojo prvo ploščo, single »Liza Jane«, s skupino King Bees leta 1964. Njegov stil zgodnjih del se je pri spogledovanju z mnogimi Britanskimi pop stili prelevil v povsem posebnega, preko bluesa in elvisovske glasbe. Na njegov odnos do Elvisa, je močno vplivalo tudi to, da si z njim deli rojstni dan. v njegovo glasbo se je zaljubil, ko je na pesem Hound dog videl poplesavati svojo sestrično.

## Diskografija
- David Bowie (1967)
- Space Oddity (1969)
- The Man Who Sold the World (1970)
- Hunky Dory (1971)
- The Rise and Fall of Ziggy Stardust and the Spiders from Mars (1972)
- Aladdin Sane (1973)
- Pin Ups (1973)
- Diamond Dogs (1974)
- Young Americans (1975)
- Station to Station (1976)
- Low (1977)
- "Heroes" (1977)
- Lodger (1979)
- Scary Monsters (and Super Creeps) (1980)
- Christiane F. (soundtrack) (1981, glej tudi: Mi, otroci s postaje ZOO[15][16])
- Let's Dance (1983)
- Tonight (1984)
- Labyrinth (soundtrack) (1986)
- Never Let Me Down (1987)
- Tin Machine (s Tin Machine, 1989)
- Tin Machine II (s Tin Machine, 1991)
- Black Tie White Noise (1993)
- The Buddha of Suburbia (1993)
- Outside (1995)
- Earthling (1997)
- Hours (1999)
- Toy (2001, nerealiziran)
- Heathen (2002)
- Reality (2003)
- The Next Day (2013)
- Blackstar (2016)